# Ruma (Einheit)
Ruma war ein äthiopisches Volumenmaß für Getreide.
- 1 Ruma = 1/20 Daula = 4,546 Liter